# Scombroclupea
Scombroclupea es un género extinto de peces osteíctios prehistóricos del orden Amiiformes. Este género marino fue descrito científicamente por Kner en 1863.

## Especies
Clasificación del género Scombroclupea:
- Scombroclupea Kner 1863
  - † Scombroclupea diminuta Forey et al. 2003
  - † Scombroclupea gaudryi Pictet y Humbert 1806
  - † Scombroclupea macrophthalma Heckel 1848
  - † Scombroclupea scutata Woodward 1908